# Vilnius TV-tårn
Vilnius TV-tårn (litauisk: Vilniaus televizijos bokštas) er et 326,5 m højt tårn i Karoliniškės seniūnija i Vilnius, Litauen. Det er den højeste bygning i Litauen, og bliver benyttet af SC Litauens Radio og Television Centre (litauisk: AB Lietuvos radijo ir televizijos centras). TV-tårnet blev taget i brug den 31. januar 1981. På platformen i 165 m højde er restauranten "Paukščių takas" (dansk: Mælkevejen) indrettet.
Begivenhederne ved TV tårnet den 11.-13. januar 1991 er vigtige i forståelsen af Litauens løsrivelse fra Sovjetunionen. I januardagene var Vilnius TV-tårn skueplads for sammenstød mellem unge vilnere og sovjetiske tropper, hvor 13 af demonstranter blev dræbt. Efter begivenhederne i omdøbtes 8 efter ofrene. Hvert år til jul dekoreres tårnet som Litauens største "juletræ".